# ラテン語学校
ラテン語学校（ラテンごがっこう、英語: Latin school）は、14世紀から16世紀にかけてのヨーロッパ（特にカトリック圏）における中等教育のための学校で、イングランドにおけるグラマースクールに相当する。入学が許されていたのは男子のみで、女子はアカデミックな教育は必要ないとされていたためだった。教育の重点が置かれたのは、その名の通りラテン語の修得であった。ラテン語学校における教育においては、複雑なラテン語文法の学習が重視され、特に初期においては中世ラテン語がその対象となっていた。文法学は、トリウィウム（三学）の中でもリベラル・アーツ（自由七科）の中でも最も基礎的な学科であり、文法学を象徴する図像は、教師が生徒の懲罰に用いるカンバの枝むちであった。ラテン語学校は、生徒に大学への準備をさせるところであり、中流階級の生徒たちには社会的上昇を可能にする途でもあった。このため、平民の子弟がラテン語学校に学ぶことも珍しくなく、その多くは聖職を目指す者であった。14世紀にはヨーロッパの各地にラテン語学校が存在し、また、平信徒の子弟にも門戸が開かれていたが、後に教会は、いずれ聖職者となる者だけを教育する目的でラテン語学校を運営するようになった。1450年ころになると、ラテン語学校はルネサンス人文主義の影響を受けるようになる。イングランドではそのようにはなかったが、一部の国々では、大学や一部のカトリック教会がラテン語よりも各国語を重視するようになるにつれて、ラテン語学校は人気を失っていった。

## 歴史

### 中世における背景
ヨーロッパ中世世界においては、文法はあらゆる学問が依って立つ基礎であると考えられていた。グラマースクール（文法学校）やラテン・スクール（ラテン語学校）では、ラテン語を使ってラテン語を教えていた。ほとんどすべての学問、大部分の法曹や行政関係の業務で、ラテン語が使用されており、もちろん教会の典礼もラテン語で行なわれていた。平信徒の中にも、正式に教えられたことがなくても、ラテン語を少々話したり、書いたりする者がいた。裁判においても、ラテン語を解さない当事者にとって不公正であったにもかかわらず、訴訟手続きには全てラテン語が用いられ、とりわけ教会裁判ではそれが著しかった。
ラテン語学校の生徒は、多くの場合、5年ほど在学することになったが、3年生ともなるとラテン語の文法を「十分に理解した」とされて、下級生や劣等生の指導にあたる教師の補助を務めることがよくあった。7歳の少年であれば 、入学年齢に達していると見なされ、入学そのものが、幼い子ども(early childhood)から少年(boyhood)への成長と見なされた。しかし、より年長の男性でも、授業料を支払いさえすれば、入学して学ぶことができた。生徒たちは、通常は十代後半には学修を終えたが、聖職に進むことを望む者は24歳になって叙任されるまで在学して待機しなければならなかった。在学年数には通常は一定の制限があったが、例えば、その学校の創設者の親族である場合などに延長が認められることもあった。
ラテン語学校の運営は、委員会に委ねられており、委員会は教師を雇って賃金を支払った。この種の学校に対する町の行政当局の監督権限は、通常はごく限られたものであった。どこに所属しているわけでもないフリーランスのラテン語教師が、自ら学校を開き、授業料を支払う者なら誰にでもラテン語を教えることもよくあった。こうしたフリーランスの教師による学校は、教師の自宅で教えているのが通常であった。このほか、家庭教師として生徒の家に住み込んだり、毎日通って教える者もいた。こうして学ぶ生徒は、小作農の子弟からエリートまで幅広い階層にわたっていた。もし、農奴の子が学校へ行きたいと望むようなことがあれば、その子の労働価値に見合うだけの補償金が主人に支払われることになっており、主人の承認がなければ学校には行けなかった

### ルネサンスから近世における受容
ルネサンスによって、知的、政治的、経済的、社会的な諸々の革新がヨーロッパで起こると、中世以来のラテン語学校に対する人々の態度にも変化が生じた。ルネサンス期の人文主義者たちは、中世ラテン語を「野蛮な隠語」だとして批判した。オランダの人文主義者デシデリウス・エラスムス（1467年 - 1563年）は、ラテン語の教え方が悪いとして教会を非難した。エラスムスはローマ・カトリック教会内部における改革のためには、古典の学修がなされなければならないと主張した。人文主義者たちの影響力は大きく、イタリア各地の領邦国家の住民たちは、新たな形態のラテン語教育を求めて声を上げ始めた 。こうして、ラテン語古典文学、歴史、修辞、弁証法、自然哲学、算数に、少々の中世ラテン語、古典ギリシア語、近代諸語などを教える様々な形態の学校が、登場するようになった。この新たなカリキュラムは「人文諸学 (ラテン語: Studia Humanitatis)」と称された。イタリアの有力な都市国家においては、ラテン語学校が教育の基礎を担っていた。グラマースクール（文法学校）の校長職や、ラテン語文法、修辞学、方言の教授職は、学識豊かな人文主義者によって占められた。人文主義者のひとりであったグアリーノ・ヴェロネーセ（グアリーノ・ダ・ベローナ）(Guarino Veronese：Guarino da Verona)は、人文学の学修を、入門、文法、修辞学の3段階から成るものとした。人文主義者たちは、個人が学識を身につけること自体が社会の利益に貢献している、という信念を持っていた。このため、大部分の都市住民にとって、中等以上の水準の教育は、人文主義的教育と同義であった。知的活動や、政治や経済に関わる組織は、古典ラテン語を修め、人文主義的文献の教育を受けた働き手を求めていたため、人文主義教育は個人に社会的地位の上昇の機会をもたらした。
学識ある者の言語であると見なされていたラテン語は、学問の世界においても尊重され、盛んに用いられた。しかし、14世紀初頭の時点で、既に各国の俗語による文献の執筆が始まっていた。こうした変化の結果として、また、ラテン語と俗語との交錯が上級段階の学修においてもしばしば生じていたことなどから、ラテン語学校が他の教育機関に対してもっていた優位性はやがて消えていった。

## ラテン語教会学校
聖職者を養成する学校は、聖職者たちによって資金提供されることがよくあり、そこでは聖職者たちが教育にあたっていた。多くの歴史家の論によれば、1300年ころまでの中世イタリアにおいて、教育は教会によって独占されていたという。ラテン語教会学校は、12世紀頃には成立していたようであるが、イタリア独特の、より明確な形態をとったラテン語学校が登場したのは14世紀以降である。15世紀末のスペインの一部地域では、司祭や聖具保管係が他者に読み書きを教えることを、教会が奨励していた。
宗教改革以降の時代になると、教会の執行部や牧師を養成するために独自の発展を始めたプロテスタント系のラテン語学校の勃興に対して、カトリック教会は対抗策を打ち出そうとした。改革派のひとり、ジャン・カルヴァンは、ジュネーブ信仰問答（カテキズムのひとつ）とともにラテン語文法の教授も行なっていた。そうした実践にもかかわらず、改革派の一部には、俗語を用いる方がより効率的であることを踏まえ、礼拝におけるラテン語の使用を止めたいと考える者もいた。16世紀後半になると、カトリック側の対抗宗教改革（反宗教改革）が、公立学校制度の確立を後押しすることになっていった。イエズス会は、自ら各地に学校を設立し、無料でラテン語文法、哲学、神学、地理学、信仰教義、歴史などを少年たちに教えた。カトリック側の対抗宗教改革派にとっても、イエズス会にとっても、聖職者のみならず、平信徒にこうした教育を施すことが重要と考えられたのである。イエズス会は教育の意義を重視し、カトリックが優勢な各地において、ラテン語学校や他の中等教育学校の運営責任を他のカトリック系教団から引き継ぐこともあった。

## ラテン語学校のカリキュラム
ラテン語学校のカリキュラムは、おもに古典期の作者と、一部の中世の作者による文章の読解に基礎を置いていた。生徒たちは、正式な形式に沿った書簡の書き方である書簡作文法 (ars dictaminis)の原理をまず修得しなければならなかった。書簡作文法の教科書の書き手たちは、生徒たちに文法を教える際に用いるべきテキストとしてラテン語の文献リストを提示していることがよくあった。しかし、教科書のテキストは、オリジナルそのままではないことも多く、しばしば、教訓譚を含むよう改変されたり、文法規則を例示するように書き換えられていた。テキストは、寓話や詩文の形態をとることが多かった。新入生は、簡単な基本的文法から学び始め、徐々により難しいラテン語の読解に進み、丸覚えする統語論のマニュアル『Donatus』（4世紀の文法学者Aelius Donatusが作った文法書：口語の基本文法のみを扱った Ars Minor 段階）や、さらに進んだ用語集や辞書を使うようになっていく。多くの教師は、それぞれ様々な本を使用して教えていたが、最もよく使用された教科書は、『Doctrinale』であった。『Doctrinale』は、ラテン語の文法についての長詩であった。この教科書は、口語、統語論、数量、修辞技法についての部分から構成されていた。この『Doctrinale』や、数多くの（さほど人気があったわけではない）教科書は、「教科書のカノン」と称される。同様に、生徒たちが上級に進んで、本格的な書簡作文法段階に入ると、より論理的で実際的な、正式な散文体書簡の作成に焦点が当てられる。詩文は、ラテン語の学修に役立つだけでなく、記憶力を鍛え、「真実」に触れるものとして、しばしば教師が好む題材であった。中世期には、古典期の詩は教材の一部に含まれていたものの、詩文はおもな学習素材ではなかった。しかし、ルネサンス期には、韻律法や文体を修得するために、生徒たちは大いに古典期の詩文を学んだ。さらに、詩文の学習は、しばしば概念や、単語の分析を内容に含んでおり、ラテン語の文法や修辞法をより広い意味で学ぶ一環とも見なされていた。

### 書簡作文法：Ars Dictaminis
書簡作文法(Ars Dictaminis)は、中世後期に、宗教的、政治的指導者たちの傘下の組織の間で、社交的通信の需要が高まるにつれて、ひとつの分野として創出されたものである。修辞学は説得の手段と見なされており、それを支えるために書簡作文法には5つの要素が求められた。すなわち、「質問をどう表現するか」、「素材をどう示すか」、「適切な言葉と効果的な文体をどう選ぶか」、「どうやってすべてを記憶に残すか」、「適切な抑揚や身振りをどう見つけるか」である。しかし、ルネサンス期には、修辞学は、公的なり私的な書簡や、記録を、どのように書き記すのかという研究に展開していくことになった。この修正された書簡作文法は、キケロの著作である『発想論 (de inventione)』と、かつてはキケロ作とされていた『ヘレンニウス宛弁論書 (Rhetorica ad Herennium)』から指針をとっていた。そこでは、「挨拶 (salutatio)」
、「慈悲心 (benevolentiae)」（言葉遣いによって書簡の受け手から同意を獲得する）、「説話 (narratio)」（本題の論点）、「請願 (petitio)」、「結論 (conclusio)」の5つの要点が示されていた。この体系的なプレゼンテーションは、階層的組織を前提とした中世の嗜好に由来するものである。

### 人文諸学：Studia Humanitatis
人文諸学(Studia Humanitatis)は、近世に人文主義者たちによって創始された新しいカリキュラムであった。学問においてさらに上級へ進むためには、初等学校の段階から人文諸学のしっかりとした基礎を身につけることが必要とされた。1450年以降は、書簡作文法を学んだとしても、人文諸学を修めていなければ、法曹職につくことは難しかった。人文諸学の教育を受けた者は、ラテン語古典文学、歴史、修辞、弁証法、自然哲学、算数に、少々の中世ラテン語、古代ギリシア語、現代の外国語などを教えられた。大学に進む前の学術機関における人文主義的教育手法への教会の関与が後退していくに従って、非キリスト教徒の著作のテキストへの使用が広がった。ラテン語文法の学習のために書かれた会話を収めた1518年の書物『対話 (Colloquies)』は、エラスムスの著作で、当時最も人気の高い本のひとつとなった。人文諸学を学ぶ生徒たちは、政治や実業に関わる職種にも十分な準備ができているものと見なされた。このカリキュラムでラテン語古典文学やその他の科目を学ぶことで、個人は話し、議論し、雄弁かつ適切に文書を書くことができるようになった。

## 同様の学校
近世の子どもたちは、最初に各国語の読み書きを学んでから、ラテン語学校に送られた。ただし、両親に金銭的な余裕があり、受け入れられる機会がある場合には、母語での読み書きを学ぶ前からラテン語学校に送られることもあった。通常、ラテン語学校の生徒は男子だけであり、女子は家庭か、女子修道院で教育を受けるようになっていた。すべての女性に信仰の下に収めると決定したトレント公会議以降、聖ウルスラ修道会や、(聖アウグスチノ修道会系の）アンジェリカ修道会(Angelicals) などの女子修道会は、教団の手で自前の学校を運営するようになった。学問の学修の場としては大学が最終段階となっていたが、大学の中ではラテン語が講義や学術的議論に用いられる言語であった。しかし、キリスト教に改宗した者も含め、ユダヤ人は、大学で教鞭を執ることが認められていなかったので、彼らは、教義やヘブライ語、ラテン語を教える、自分たち独自の学校を建てていた。

## 各国のラテン語学校

### ドイツにおけるラタインシューレ
ドイツでは中世からラテン語学校を意味するラタインシューレ(ドイツ語: Lateinschule)という名で呼ばれる学校があり、小規模だった私設学校(Winkelschule)ないしドイツ語学校（deutsche Schule：ラテン語学校に対してドイツ語で教育を施すことを踏まえた名称）とは異なり、そこに学んでラテン語を身につけた生徒は、聖職に進んだり、さらに学ぶために大学へ進学した。ラテン語学校は、司教座聖堂（大聖堂）や、都市部の教区教会に付設されることがよくあった。宗教改革を経て教会財産の世俗化(Säkularisierung)が行われたところでは、ラタインシューレが、領邦君主の庇護の下でフュルステンシューレ（Fürstenschule：「君主立学校」の意）や、市立学校に転換した例もある。かつてのラタインシューレは、今日では「ゲレールテンシューレ 」（「学者学校」の意）、「ギムナジウム」、「リゼウム (Lyzeum)」（フランス語の「リセ」と同根の語）などの名称で呼ばれている。
ラタインシューレは、19世紀中に、人文主義ギムナジウム(humanistisches Gymnasium)に転換し、現在のいわゆる古典語ギムナジウム(altsprachlicher Gymnasien)の前身となった。

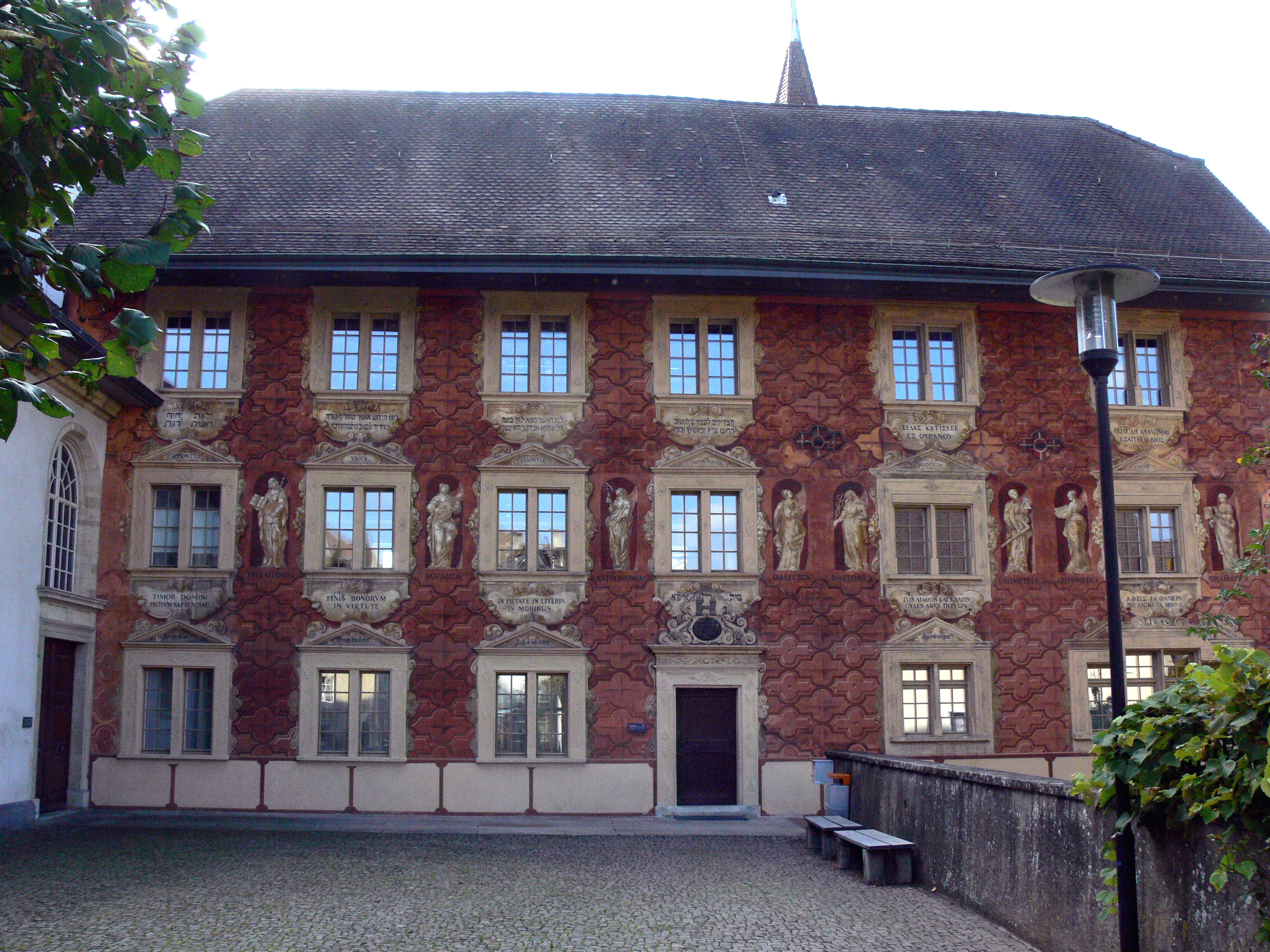
ブルクの旧ラテン語学校
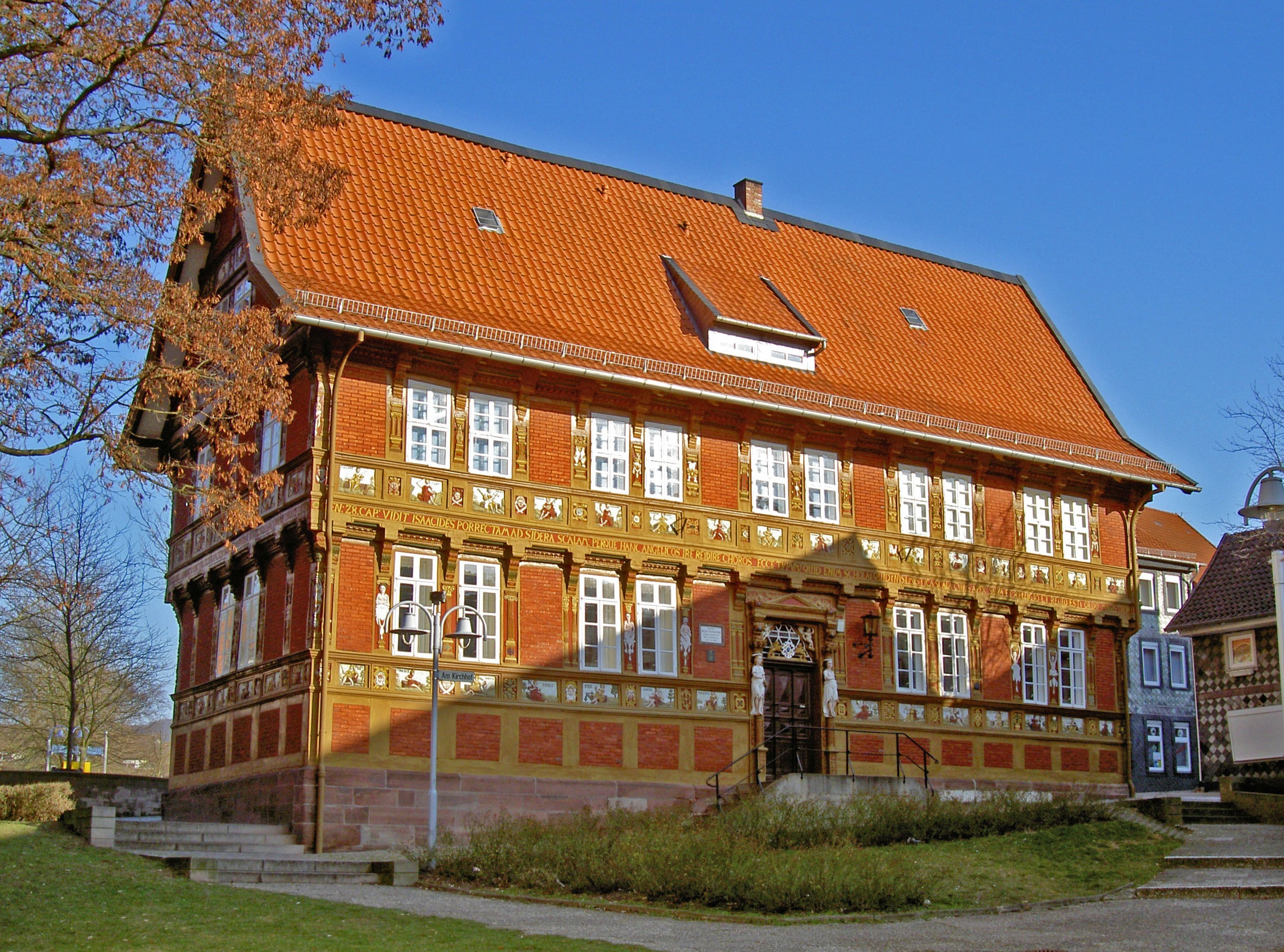
アールフェルトの旧ラテン語学校
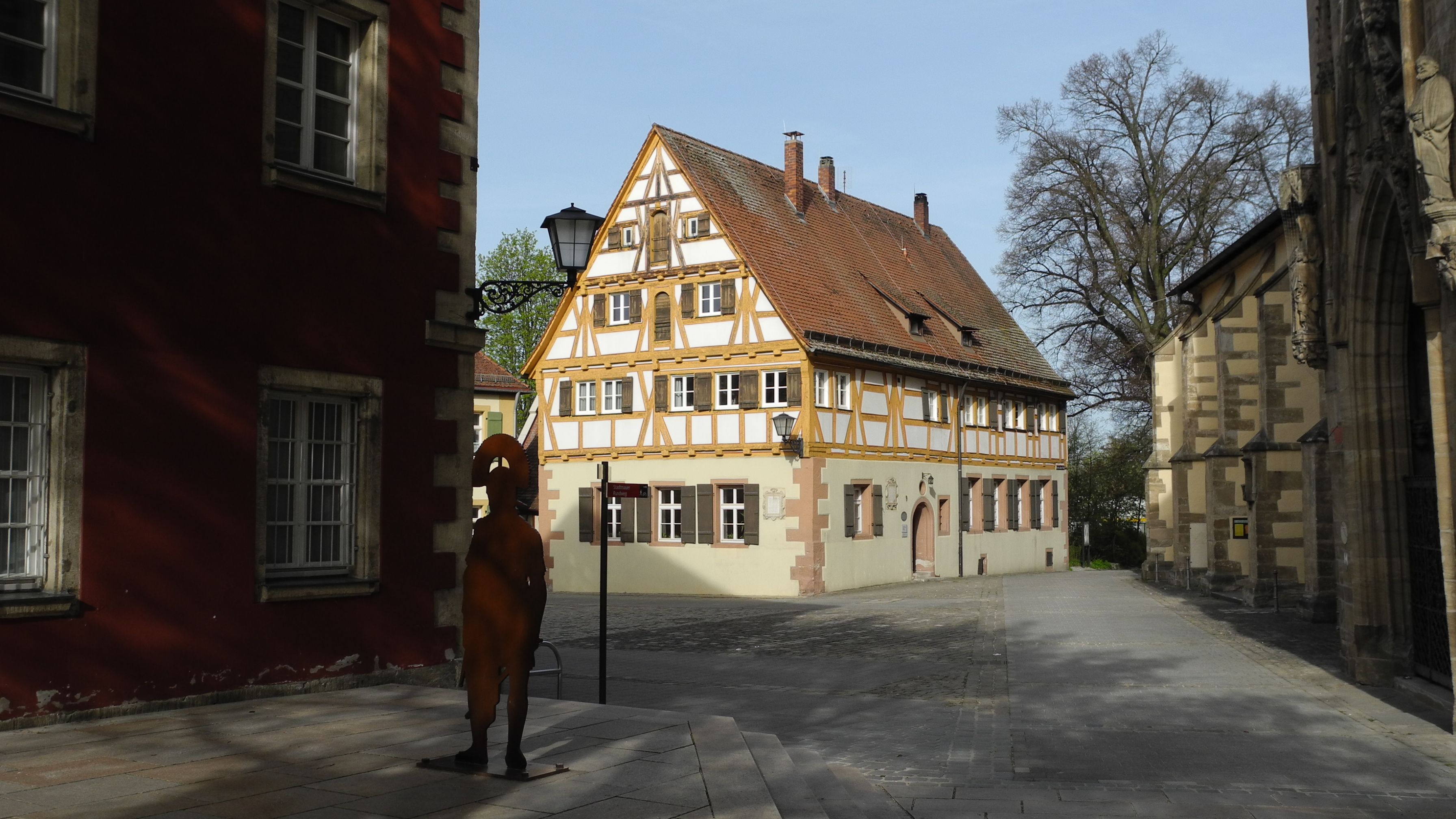
ヴァイセンブルクの旧ラテン語学校

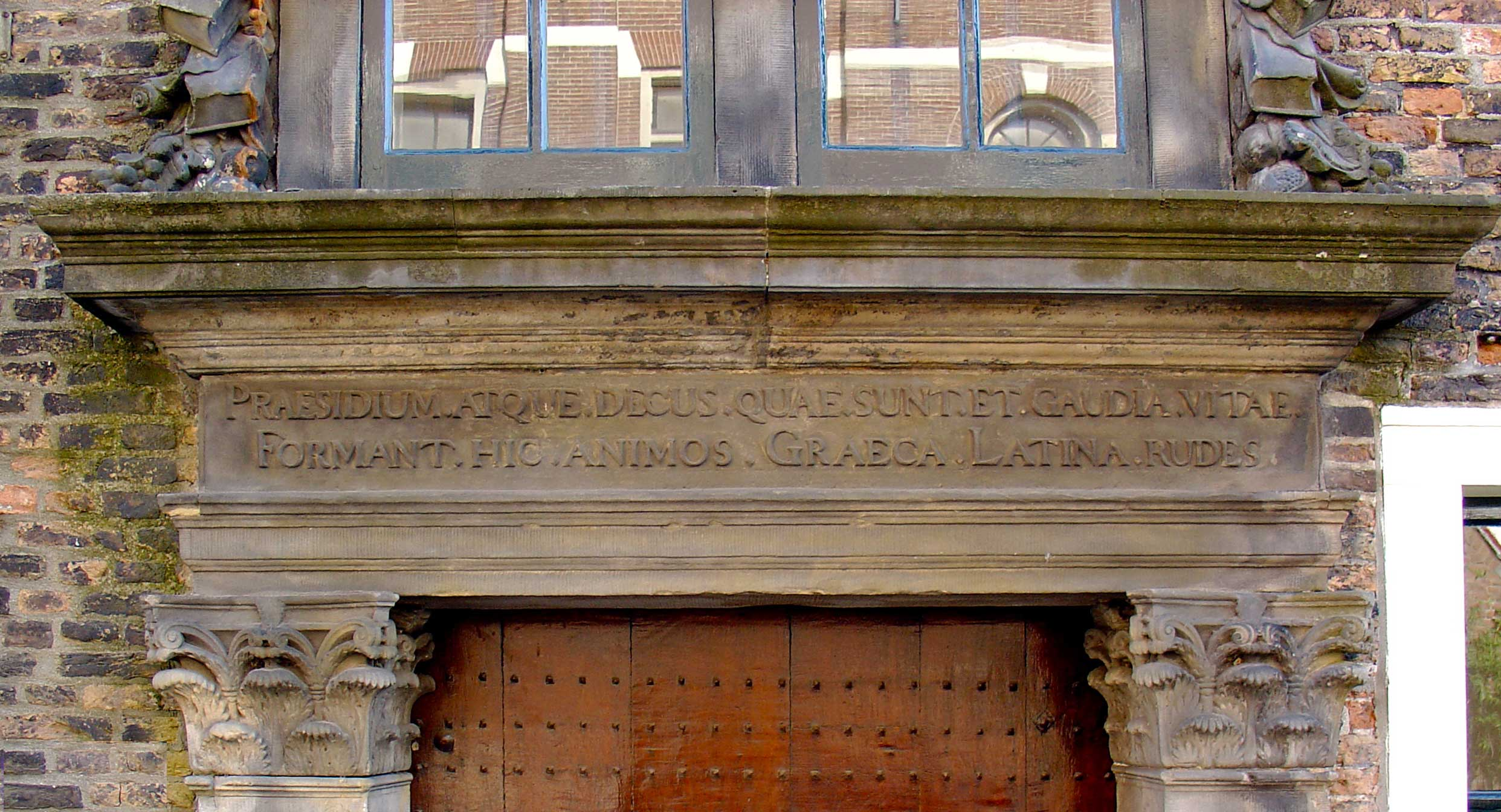
ゴーダの旧ラテン語学校の入口上部のモットー（エレゲイアの韻律による2行詩）：Praesidium atque decus quae sunt et gaudia vitae - Formant hic animos Graeca Latina rudes（人生の護り、人生の彩り、人生の喜びであるギリシャ語とラテン語が、ここで粗野な心を整える。」）

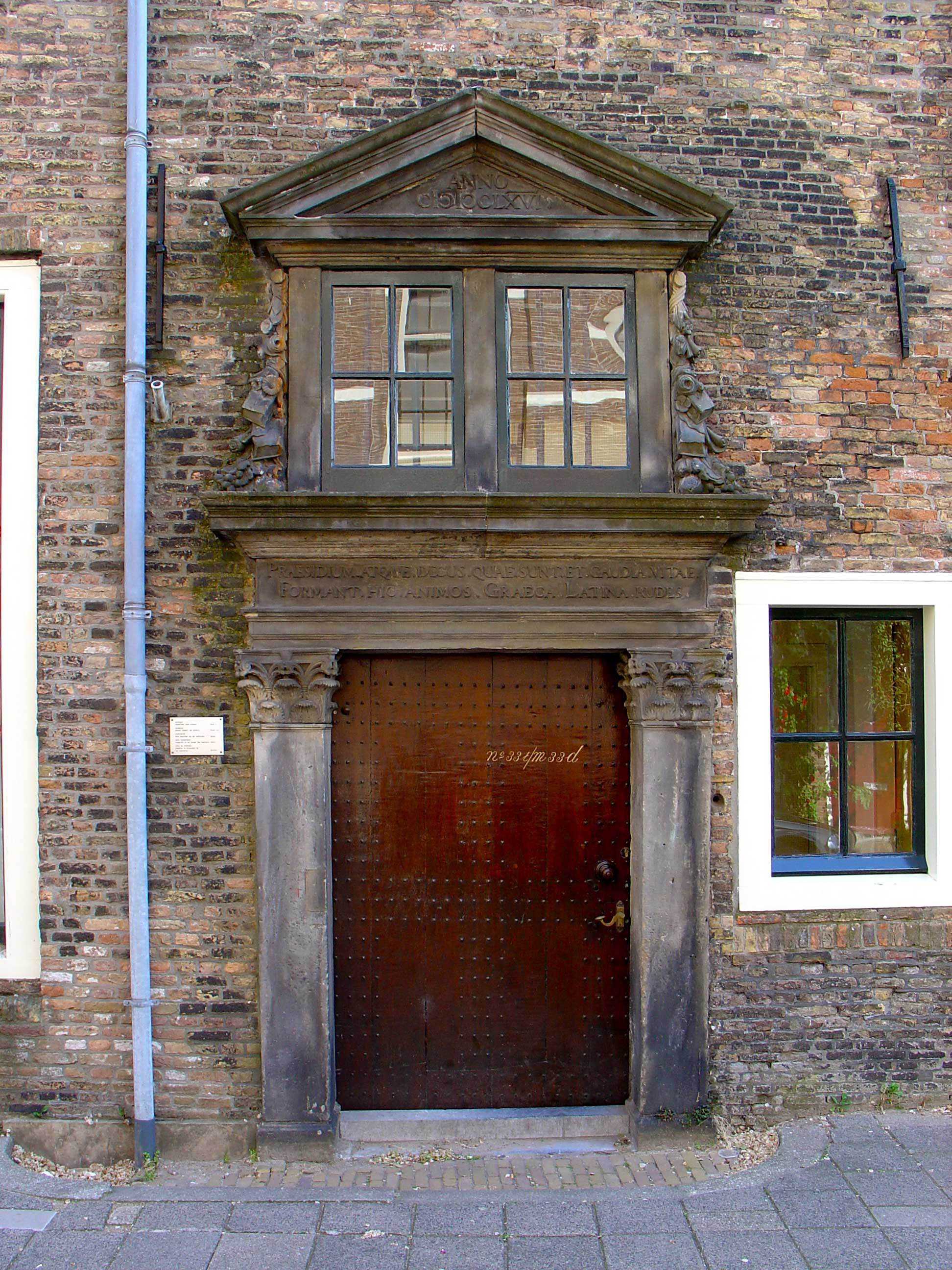
ゴーダの旧ラテン語学校の入口、2006年撮影。

### オランダ
1575年から1876年にかけての時期、オランダの諸都市や比較的規模の大きな村落には、ラテン語学校があった。16世紀以降は、古典ギリシア語が科目に加えられたが、最初に導入したのは15世紀末のデヴェンター(Deventer)のラテン語学校であった。オランダで最初のラテン語学校は、1253年にドルトレヒトに開設されており、この学校は現在のヨハン・デ・ウィット・ギムナジウム(Johan de Witt-gymnasium)の前身となった。
18世紀になると、新たにフランス語学校が勃興し、オランダにおけるラテン語学校の人気は陰り始めた。フランス語学校では、ラテン語に代わってヨーロッパのリングワ・フランカ（共通語）になろうとしていたフランス語が学べた上、職業実務に役立つ簿記も学ぶことができた。19世紀になると、大学への入学試験がラテン語学校の外で行なわれるようになり、ラテン語学校の最高学年のひとつ下の学年から大学を受験することが可能になって、合格者も多く出たため、ラテン語学校の最高学年で卒業試験を受ける者は激減してしまった。
1838年、オランダでは教育改革が実施された。この頃から、ラテン語学校と並んでギムナジウムが勃興するようになった。ギムナジウムにおいても、ラテン語はなお重要な科目であったが、より多くの時間がフランス語、ドイツ語、またときには英語といった現代の外国語や、数学、自然科学に費やされた。1838年以降、ラテン語学校は徐々にギムナジウムに転換していくことになった。1858年の時点で、オランダには31校のギムナジウムがあったが、これに対しラテン語学校は、まだ32校が残っていた。

### アメリカ合衆国のラテン・スクール
植民地時代の17世紀以来、現在のアメリカ合衆国にも、もっぱらラテン語による教育を行なうラテン語学校が存在した。しかし、19世紀になると、近代的な教育体系をもった高等学校の制度化が進み、グラマースクール、ラテンスクールなどの形態は後退していった。
しかし、例えばマサチューセッツ州ボストンにおいては、1827年に制定された州教育法の下の公立学校制度においても、初等教育段階で Primary School と並んで Grammar School が、中等教育段階でも English High School、Girls' High and Normal School と並んで Latin School が制度上位置づけられていた。ラテン・スクールの名称は、大学進学を前提としたエリートのための中等学校であることを意味していたが、ラテン・スクールにおける教授内容も19世紀後半になると、ドイツのギムナジウムの影響もあって、古典語教育を残しながらも近代化していった。
ラテン語学校からギムナジウム的なカリキュラムへ移行していく中で、古典語教育を残していても、校名に「ラテン・スクール」がない学校もいろいろ登場してきた。その中には「ハイスクール」が既存の「ラテン・スクール」を吸収する例や、「アカデミー」と称する私立学校もあった。
結果的に、本来のラテン語学校ではなくなっても「ラテン・スクール」の名が残った学校は歴史のある有力校であり、ボストンの場合これに相当するボストン・ラテン・スクールは、1635年に創立され、伝統的にハーバード大学との結びつきが強い特権的なエリート校である。同様の例としては、やはりマサチューセッツ州にある1645年創立のロクスベリー・ラテン・スクール（Roxbury Latin School）が挙げられる。
ただし、19世紀以降に創設された比較的新しい学校が「ラテン・スクール」を名乗る場合もある。例えば、ラテン・スクール・オブ・シカゴ（Latin School of Chicago）は1888年、ブルックリン・ラテン・スクール（Brooklyn Latin School）は2006年の設立である。

## 関連文献
- Courtenay, William J. 1987. Schools and scholars in fourteenth-century England. Princeton: Princeton University Press.
- Hunt, Tony. 1991. Teaching and learning Latin in thirteenth-century England. Woodbridge: D.S. Brewer.
- Martin, John Jeffries. 2007. The Renaissance World. Abingdon: Routledge.
- Mehl, James V. 1993. Hermannus Buschius' Dictata utilissima: a textbook of commonplaces for the Latin school. Humanistica Lovaniensia 42: 102-125.
- Nellen, Henk J. M. 2005. Short but not sweet: the career of Gisbertus Longolius (1507–1543), headmaster of the Latin school in Deventer and professor at the University of Cologne. Lias 32: 3-22
- Verweij, Michiel. 2004. Comic elements in 16th-century Latin school drama in the low countries. Humanistica Lovaniensia 53: 175-190.
- WItt, Ronald. 1982. Medieval "ars dictaminis" and the beginnings of humanism: a new construction of the problem. Renaissance Quarterly 35: 1-35.
- Proctor, Robert E. 1990. The studia humanitatis: contemporary scholarship and renaissance ideals. Renaissance Quarterly 43: 813-818.